# Luteovirus
Luteovirus es un género de virus que infectan plantas. Contienen un genoma ARN monocatenario positivo y por lo tanto se incluyen en el Grupo IV de la Clasificación de Baltimore. El nombre 'luteovirus' surge del latín luteus, que se traduce como 'amarillo'. Luteovirus recibió este nombre debido al color amarillento sintomático de la planta que se produce como resultado de una infección.

## Descripción
El virión no presenta envoltura, la nucleocápside tiene simetría icosaédrica y un diámetro de 26-30 nm. El genoma tiene una longitud de 5641 a 6900 par de bases y se replica en el citoplasma. La transmisión se realiza a través de insectos vectores.

## Taxonomía
El género incluye las siguientes especies:
- Luteovirus asociado a la manzana
- Luteovirus de manzana 1
- Virus de la enana amarilla de la cebada kerII
- Virus de la enana amarilla de la cebada kerIII
- MAV del virus de la enana amarilla de la cebada
- PAS del virus del enano amarillo de la cebada
- Virus de la enana amarilla de la cebada PAV
- Virus del enrollamiento de la hoja del frijol
- Luteovirus asociado a cereza
- Virus asociado a picaduras de tallo de nectarina
- Luteovirus asociado al trébol rojo
- Virus asociado a la enana de la primavera rosa
- Virus enano de la soja